# Jordi Lardín
Jordi Lardín Cruz, né le 4 juin 1973 à Manrèse en Catalogne, est un joueur de football international espagnol, qui évoluait au poste d'attaquant.

## Biographie

### Carrière en club
Jordi Lardín joue principalement en faveur de l'Atlético Madrid et de l'Espanyol de Barcelone.
Il dispute un total de 200 matchs en première division, inscrivant 44 buts. Il réalise sa meilleure performance lors de la saison 1995-1996, où il inscrit 17 buts dans ce championnat.
Au sein des compétitions européennes, il joue 19 matchs en Coupe de l'UEFA, marquant deux buts. Il est demi-finaliste de cette compétition en 1998 et 1999 avec l'Atlético Madrid.

### Carrière en sélection
Avec les espoirs, il atteint la finale du championnat d'Europe espoirs en 1996, s'inclinant après une séance de tirs au but face à l'équipe d'Italie.
Il figure ensuite dans le groupe des sélectionnés lors des Jeux olympiques d'été de 1996 organisés à Atlanta. Lors du tournoi olympique, il joue quatre matchs. L'Espagne s'incline en quart de finale contre l'Argentine, sur le lourd score de 4-0.
Avec l'équipe d'Espagne, il joue trois matchs, sans inscrire de but, entre 1997 et 1998. 
Il joue son premier match en équipe nationale le 19 novembre 1997, en amical contre la Roumanie (score : 1-1 à Palma de Majorque). Il dispute son deuxième match le 28 janvier 1998, en amical contre la France (défaite 1-0 à Saint-Denis). Il reçoit sa dernière sélection le 23 septembre 1998, en amical contre la Russie (victoire 1-0 à Grenade).

## Palmarès
| Espanyol Barcelone - Championnat d'Espagne D2 (1) : - Champion : 1993-94. |  | Espagne espoirs - Euro espoirs : - Finaliste : 1996. |